# Aeroportul Municipal Decorah
Aeroportul Municipal Decorah (IATA: DEH, ICAO: KDEH, FAA LID: DEH) este un aeroport din Iowa, Statele Unite ale Americii ce deservește zona Decorah⁠(d). A fost numit după zona deservită.
Situat la o altitudine de 353 m, aeroportul dispune de 1 pistă.

## Infrastructură

### Piste
Aeroportul dispune de o singură pistă. Pista 11/29 are suprafața de beton și dimensiunile 4.001 picioare × 75 picioare. 